# الرومانية الكاثوليكية في إنجلترا وويلز

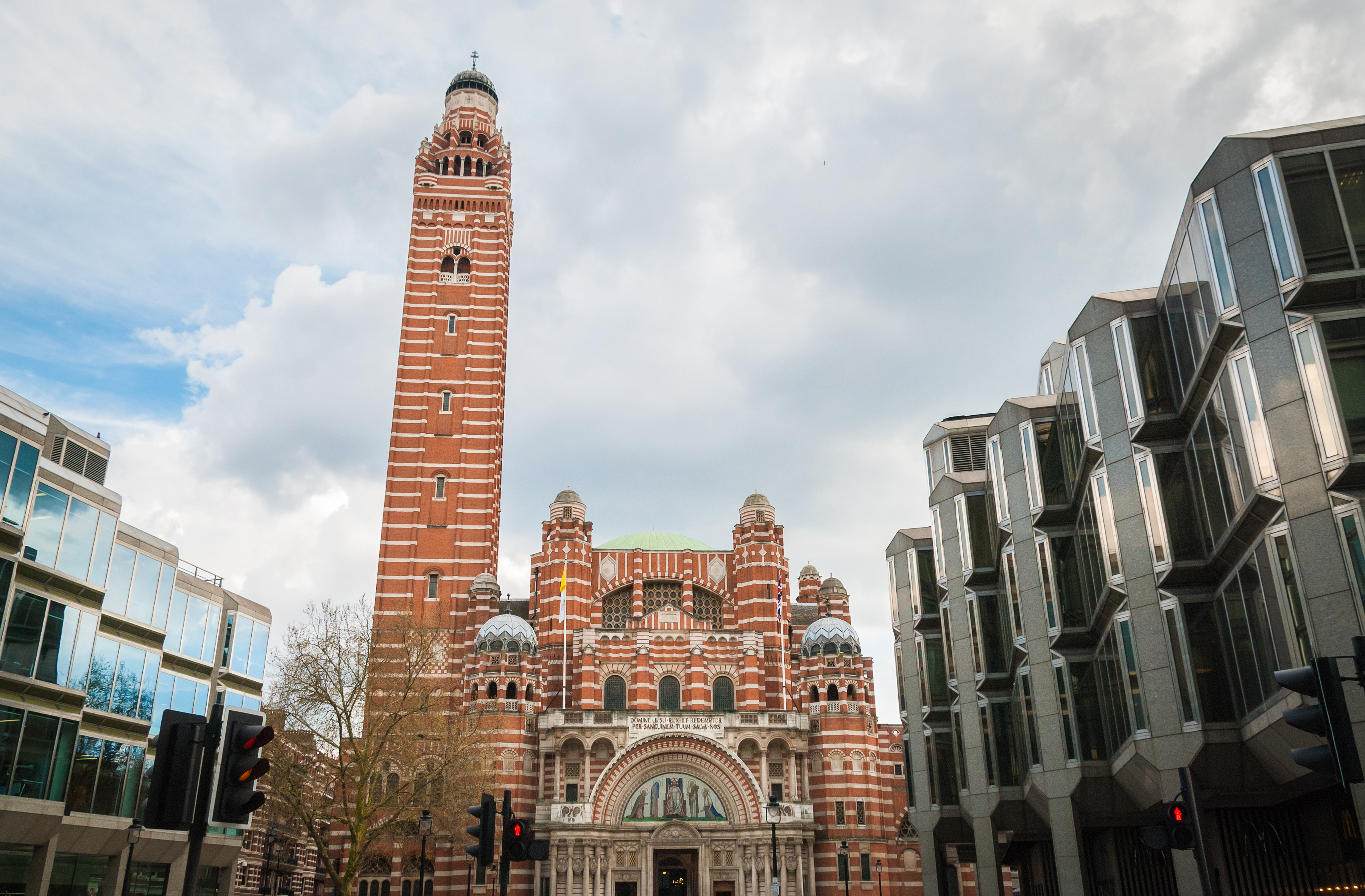
كاتدرائية وستمنستر الكاثوليكيَّة.

الكنيسة الكاثوليكية في إنجلترا وويلز (باللاتينية: Ecclesia Catholica in Anglia et Cambria) هي جزء من الكنيسة الكاثوليكية العالمية في ظل القيادة الروحية للبابا في روما ومجلس الأساقفة الإنجليزي. يعود حضور الكنيسة الكاثوليكية الإنجليزية إلى ما يقرب من ألف سنة من زمن أوغسطين كانتربري، وكانت الكنيسة الرسمية في البلاد حتى عام 1534، في عهد الملك هنري الثامن حيث تغير موقعها من خلال سلسلة من القوانين التشريعية بين عام 1533 وعام 1536. واستقلت الكنيسة عن الكرسي الرسولي لتصبح كنيسة إنجلترا، الكنيسة الوطنية في البلاد وليصبح هنري رئيسًا للكنيسة. تحت حكم ابن هنري، الملك إدوارد السادس، أصبحت كنيسة إنجلترا أكثر تأثرا بالحركة البروتستانتية الأوروبية.
أعيدت الكنيسة الإنجليزية تحت سلطة البابوية الكاملة في عام 1553، في بداية عهد ماري الأولى ملكة إنجلترا، وتم فرض الكاثوليكية على السكان. ومع ذلك، عندما جاءت إليزابيث الأولى ملكة إنجلترا إلى العرش في عام 1558، تم إعادة تأكيد استقلال كنيسة إنجلترا عن روما من خلال تسوية إليزابيث الدينية، والتي أعطت الشكل الذي يجب أن تتخذه الكنيسة الإنجليزية، بما في ذلك إعادة إنشاء كتاب الصلاة الخاص بهم، مما أدَّى إلى نشوب خلاف بين الكاثوليك والملكة. في عام 1570 دعا البابا بيوس الخامس الكاثوليك إلى التمرد ضد إليزابيث. وبدأ اضطهاد الكاثوليك منذ عام 1571، لكن استمرت الكنيسة الكاثوليكية في الحضور في إنجلترا، على الرغم من أنها كانت في بعض الأحيان عرضة لمختلف أشكال الاضطهاد. ومارس معظم أعضاء الكنيسة بإستثناء أولئك القاطنين في المناطق الكاثوليكية في الشمال، أو أنباء الطبقة الأرستقراطية إيمانهم بشكل سري ودعي الكاثوليك آنذاك باسم العصاة أو المتمردين. في عام 1766، اعترف البابا بأن النظام الملكي الإنجليزي مشروعًا، وأدى ذلك في نهاية المطاف إلى قانون الإعلان عن قانون رفع الحظر والقيود على الكاثوليكية عام 1829. وقد أعاد البابا بيوس التاسع إنشاء الأبرشيات الكاثوليكية في عام 1850.
وفي تعداد المملكة المتحدة لعام 2001 كان هناك 4.2 مليون كاثوليكي في إنكلترا وويلز، أي حوالي 8%. يذكر أنه على مدار مائة سنة، لم يمثل الكاثوليك سوى 4.8% من السكان. في عام 2009، وجد استطلاع إيبسوس موري أن 9.6% أو 5.2 مليون من الإنجليز والويلزيين من الكاثوليك. ويقطن أعداد كبيرة من السكان الكاثوليك في شمال غرب إنجلترا حيث واحد من كل خمسة هو كاثوليكي، نتيجة الهجرة على نطاق واسعة النطاق للإيرلنديين في القرن التاسع عشر، فضلا عن ارتفاع عدد من العائدين الإنجليز في لانكشاير. وتعد مدينة ليفربول «أكثر المدن الكاثوليكية» في إنجلترا، حيث يبلغ عدد سكانها الكاثوليك أكبر بكثير من أجزاء أخرى من إنجلترا. في عام 2016 امتلكت الكنيسة الرومانية الكاثوليكية حوالي 130 مدرسة كاثوليكية، ودرس في صفوفها حوالي 840,000 طالب من جميع الخلفيات الدينية والعرقية، منهم حوالي 26,000 طالب مُسلم.